# الحصن (يافع)

تعديل مصدري - تعديل

الحصن هي إحدى قرى عزلة لبعوس بمديرية يافع التابعة لمحافظة لحج، بلغ تعداد سكانها 462 نسمة حسب تعداد اليمن لعام 2004.